# Srezovac
Srezovac (cyr. Срезовац) – wieś w Serbii, w okręgu niszawskim, w gminie Aleksinac. W 2011 roku liczyła 185 mieszkańców.